# 어니 사벨라

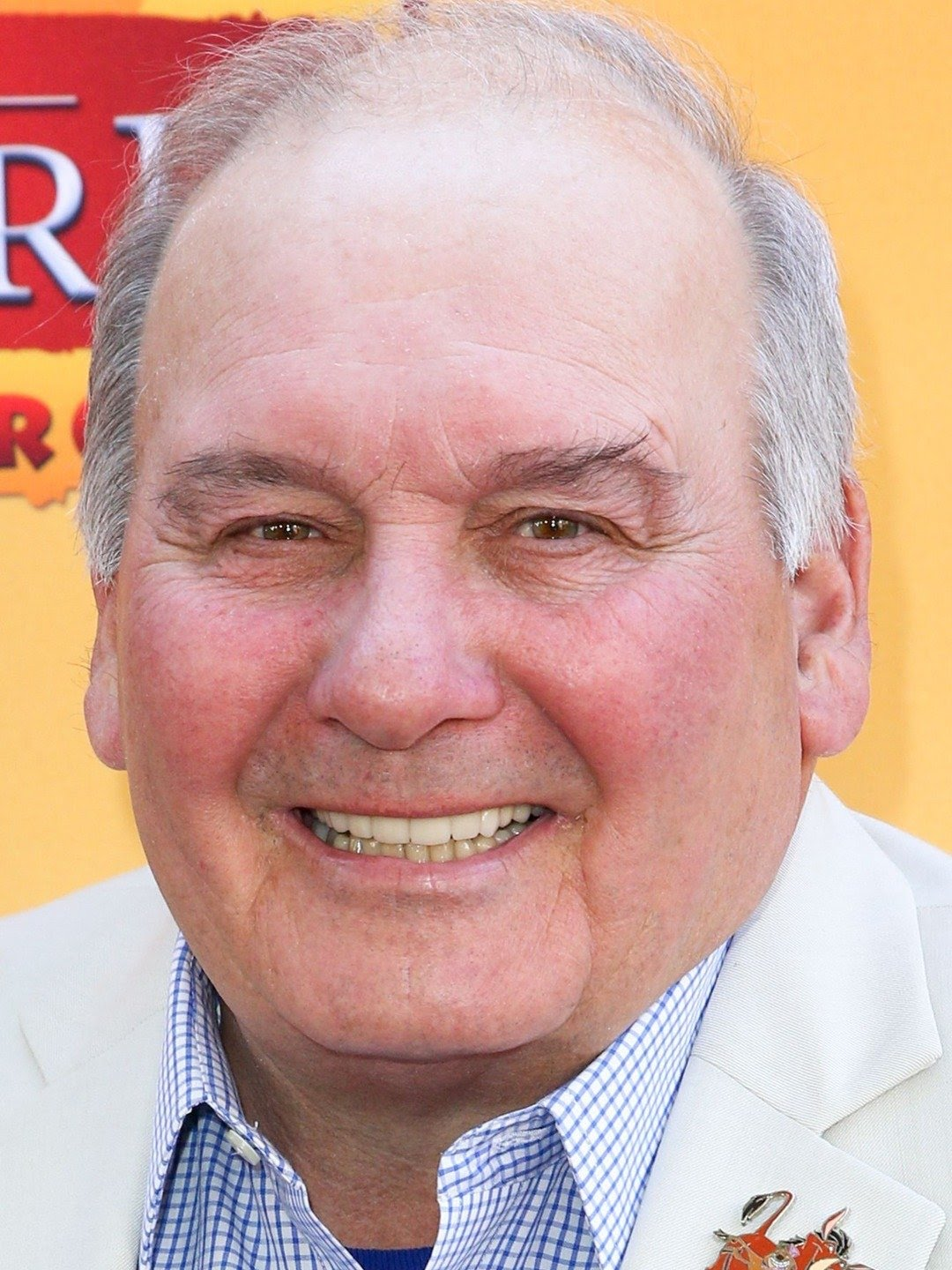

어니 사벨라(Ernie Sabella, 1949년 9월 19일~)는 미국의 성우, 연극 배우, 텔레비전 배우, 영화배우이다.
웨스트체스터군에서 태어났다.

## 영화
- 마이 베이커리 인 뉴욕(2015년) - 데이브 역
- 더 챌린저(2015년) - 프랭키 역
- 리슨 투 유어 하트(2010년) - 토니 역
- 라이온 킹 1과 1/2(2004년)
- 댓츠 소 레이번(2003년)
- 미키의 환상의 크리스마스(2001년)
- 애니(1999년)
- 도시 탈출(1999년)
- 라이온 킹 2(1998년)
- 인 앤 아웃(1997년)
- 마우스 헌트(1997년)
- 라이온 킹 - 티몬과 품바(1995년) - 품바 목소리 역
- 룸메이트(1995년)
- 퀴즈 쇼(1994년)
- 라이온 킹(1994년) - 흑멧돼지 품바 목소리 역
- 잠수 특전대(1990년)
- 댄서 페이드(1990년)
- 베이사이드 얄개들(1989년)
- 후라이트 나이트 2(1988년)
- 해리와 아치(1986년)
- 코파카바나(1985년)
- 시티 히트(1984년)
- 치어스(1982년)
- 낫츠 랜딩(1979년)